# Секвенційно компактний простір
Топологічний простір називається секвенційно компактним, якщо з будь-якої послідовності в ньому можна виділити збіжну підпослідовність. 

## Приклади та властивості
Простір дійних чисел в стандартній топології не є секвенційно компактним: послідовність {\displaystyle s_{n}=n} не містить збіжної підпослідовності.
Якщо топологічний простір є метричним простором, тоді він є секвенційно компактним тоді й лише тоді коли він є компактним. Але в загальному випадку існують секвенційно компактні простори, які не є компактними (перший незліченний ординал в порядковій топології), та компактні простори які не є секвенційно компактними (добуток континуальної кількості замкнених одиничних інтервалів).

## Пов'язані поняття
- Топологічний простір X називається зліченно компактним, якщо з будь-якого зліченного покриття X можна виділити скінченне підпокриття.
- Топологічний простір називається слабко зліченно компактним,якщо будь-яка нескінченна множина в ньому містить граничну точку.

В метричних просторах, поняття компактності, секвенційної компактності, зліченної компактності та слабко зліченної компактності є еквівалентними.